# 표도르 본다르추크
표도르 세르게예비치 본다르추크(러시아어: Фёдор Серге́евич Бондарчу́к, 1967년 5월 9일 ~ )는 러시아의 배우, 영화 감독, 영화 제작자, 텔레비전 진행자이다.

## 작품

### 감독
- 레볼루션 아일랜드 - 프로쿠롤 역
- 인해비티드 아일랜드 2: 최후의 전투
- 스탈린그라드
- 윈터 퀸
- 어트랙션

### 제작
- 레볼루션 아일랜드 - 프로쿠롤 역
- 인해비티드 아일랜드 2: 최후의 전투
- 바탈리온
- 섹스 칵테일: 바텐더

### 출연
- 레볼루션 아일랜드 - 프로쿠롤 역
- 인해비티드 아일랜드 2: 최후의 전투
- 더 피라미드
- 투 데이즈
- 히어로 퀘스트